# Полоксамер
Плюроники (англ. Pluronics, также известны как полоксамеры) — принадлежащая компании BASF торговая марка ряда полимерных соединений, представляющих собой блок-сополимеры полиоксиэтилена и полиоксипропилена. Различное сродство к воде полиоксипропиленовой (гидрофобной) и полиоксиэтиленовых (более гидрофильных) частей молекулы придаёт плюроникам в водном растворе свойства поверхностно-активных веществ.
Как пример структуры, плюроник 123 (Pluronic123), состоит из двух блоков по 20 мономерных звеньев окиси этилена, разделённых блоком из 70 звеньев окиси пропилена. Его строение выражается формулой HO(CH2CH2O)20(CH2CH(CH3)O)70(CH2CH2O)20H.
В зависимости от общей молекулярной массы и соотношения размеров полиоксиэтиленовых и полиоксипропиленовых блоков, различные марки плюроников представляют собой жидкости, пасты или воскоподобные твёрдые вещества.
В водных растворах плюроники ведут себя как большинство полимеров. Химически — мало гигроскопичны, устойчивы к действию кислот и щелочей, но достаточно легко окисляются. Обладают свойствами спиртов.
В Российской Федерации блок-сополимеры того же класса производятся под групповыми торговыми марками проксанолов и эмуксолов.